# E763号線
E763号線 (E763ごうせん、英: European route E763) はセルビアのベオグラードとモンテネグロのビイェロ・ポリェを結ぶ、欧州自動車道路のBクラス幹線道路。

## 経路
- セルビア
  - E70, E75 - ベオグラード
  - E761 - チャチャク
  - ノヴァ・ヴァロシュ（英語版）
- モンテネグロ
  - E65, E80 - ビイェロ・ポリェ